# Van Heek & Co.
Van Heek & Co. was een textielfabriek in de Overijsselse stad Enschede.

## Geschiedenis

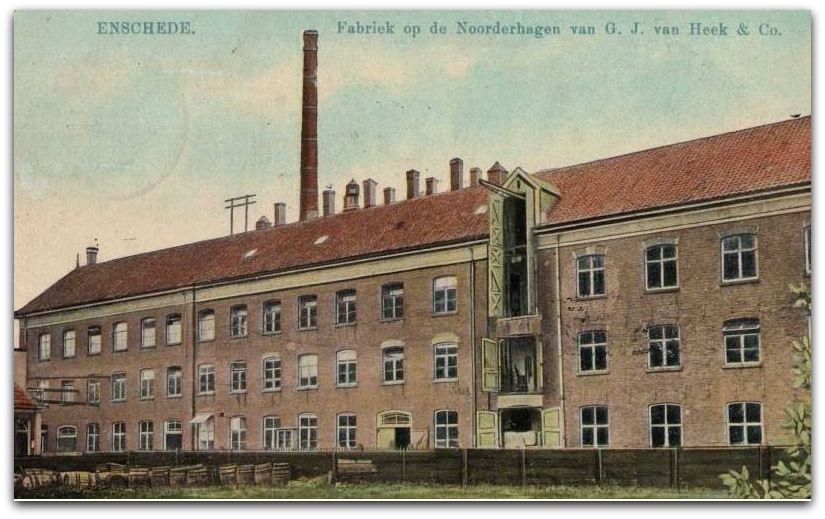
Spinnerij Van Heek op Noorderhagen (1933)

Aan de basis van dit bedrijf lag de fabrikeur en de textielblekerij dat in 1795 opgericht was door Hendrik Jan van Heek onder naam H.J Van Heek en Zoonen. Na zijn overlijden zetten zijn zonen Gerrit Jan en Helmich vanaf 1809 zijn bedrijf voort. Nadat zij beiden overleden waren ontstonden er meningsverschillen over de voortzetting van het bedrijf. Besloten werd om het bedrijf op te splitsen.  De zonen van Gerrit Jan gingen voortaan verder als Gebroeders Van Heek, waaruit in 1858 het bedrijf Schuttersveld zou ontstaan (o.a. bekend om zijn corduroystoffen). De zonen van Helmich richtten in 1859 de firma Van Heek & Co op, die zou uitgroeien tot de grootste textielfabriek van Nederland. 

### 1859-1898

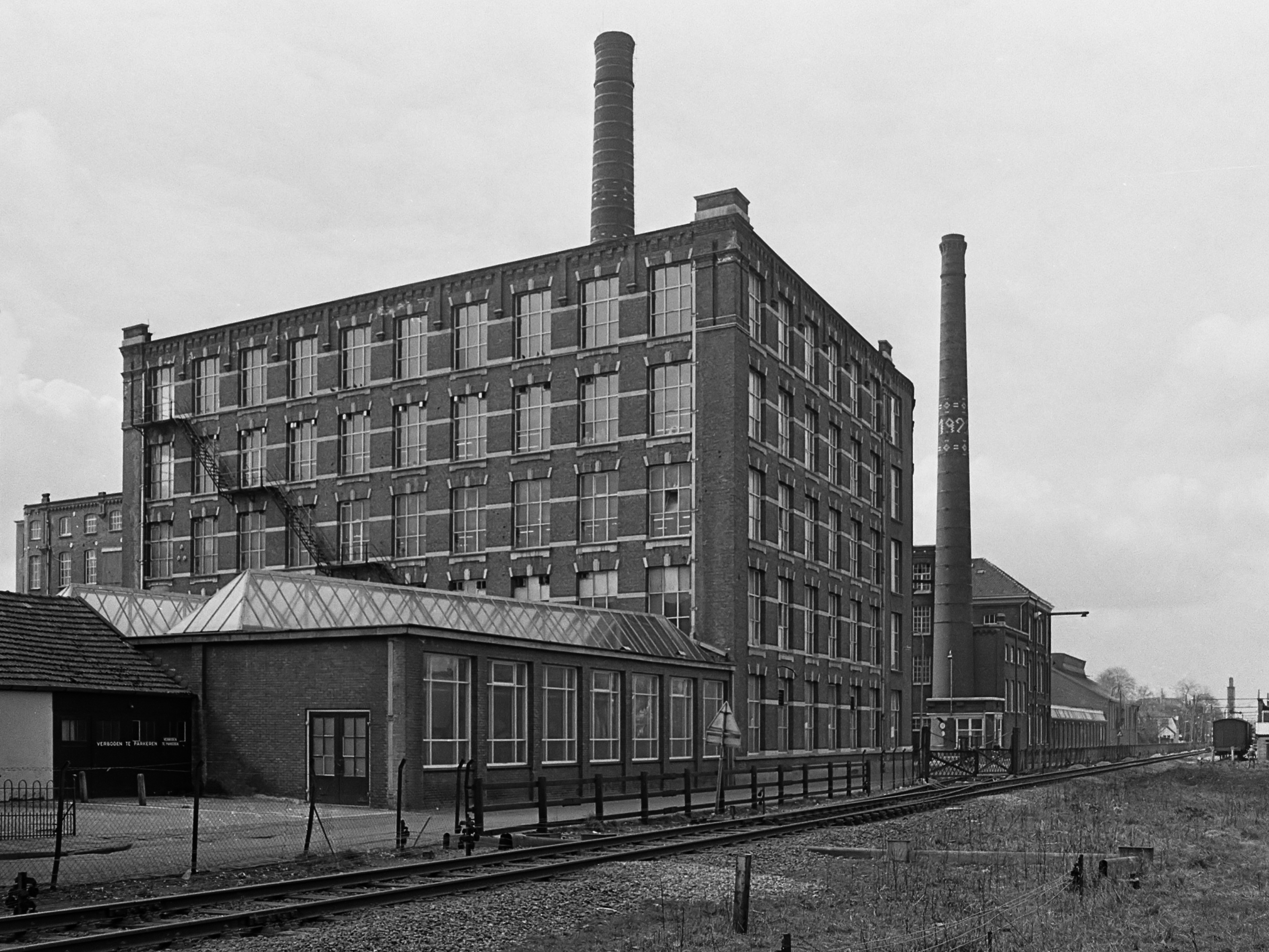
Van Heek (1967)

De oudste van de drie broers, Hendrik Jan (1814-1872) kreeg de leiding over het bedrijf. De tweede broer, Herman (1816-1882), hield zich hoofdzakelijk bezig met de administratie en de jongste broer, Gerrit Jan hield zich in eerste instantie vooral bezig met de technische zaken. Hij bleek achteraf de drijvende kracht achter de groei van het bedrijf mede door eerste aankoop van een Engelse stoommachine met de bijbehorende weefgetouwen. In 1860 waren er al 268 weefgetouwen in werking met 134 wevers. Een van de belangrijkste producten die men met de grove garens maakte was de werkmanskleding. 

In 1866 werd gestart met het geven van onderwijs aan 104 kinderen die in de fabriek werkzaam waren. Dit gebeurde 's-morgens voordat men aan het werk ging, in de nabij gelegen openbare school. Toen dit na verloop van tijd niet praktisch bleek werd in 1868 in de fabriek een eigen ruimte ingericht als fabrieksschool, een jaar later uitgebreid met een naai- en breischool.
In 1872 kreeg Gerrit Jan de algehele leiding over het bedrijf na het overlijden van zijn broer. 
Verdere uitbreidingen volgden elkaar snel op. In 1896 werden bouwkundige en technische plannen ontwikkeld voor twee nieuwe textielfabrieken Van Heek & Co., aan de Noorderhagen en op het Rigtersbleek in Enschede. Architect Sidney Stott kreeg de opdracht te ontwerpen en deed dit met de zogenaamde Fire Flooring Techniek die de textielfabrieken aanzienlijk brandveiliger maakte.

### 1898 - 1945
In 1898 werd de naam van het bedrijf officieel N.V. G.J. Van Heek & Co. en werden de spinnerij Rigtersbleek en Noorderhagen (naast het reeds bestaande pakhuis) in bedrijf genomen met 2000 spindels en een weverij met meer dan 400 getouwen. Er kwam een nieuwe drukmachine waarmee moleskin stoffen konden worden geproduceerd. 1902 had het bedrijf ook spinnerijen aan de Kortesteeg en de Kremersmaten in Enschede. In 1903 bedroeg het personeelsbestand 321 werknemers, zeven jaar later was het bedrijf met 2639 werknemers uitgegroeid tot de grootste onderneming van Nederland. 
De winsten werden telkens opnieuw geïnvesteerd in het hoofdbedrijf, met als hoofddoelen het vergroten van het vermogen en het uitbreiden van invloed, maar ook ook in nieuwe bedrijven in Twente en in het aangrenzende Duitsland zoals de Westfälische Jütespinnerei und -Weberei in Ahaus en de NV Boekelosche Stoomblekerij te Boekelo (1888) waar de katoen van Van Heek & Co werd gebleekt. Deze locatie was hiervoor zeer geschikt vanwege de beschikbaarheid van stromend water en de aanwezige spoorweg. Ook de spinnerij Rigtersbleek werd ondergebracht in een apart bedrijf, G.J van Heek & Zonen. 

Geleidelijk kwamen leden van de familie Ledeboer – verwant aan de Van Heeks – in het bedrijf werken. De Van Heek-fabrieken bleven in de eerste helft van de twintigste eeuw groeien, maar kregen meer en meer te maken met bitter uitgevochten arbeidsconflicten.
De vierde zoon van Gerrit Jan , zoon Ludwig, richtte , na meningsverschillen met de familie en mede firmanten in 1926 zijn eigen textielfabriek L. van Heek & Zn. NV op te Losser , nabij de Duitse grens. Dit bedrijf kreeg later bekendheid vanwege de productie van verbandmiddelen en bestaat nog steeds, onder de naam Van Heek-ten Cate.

### 1945 - 1967

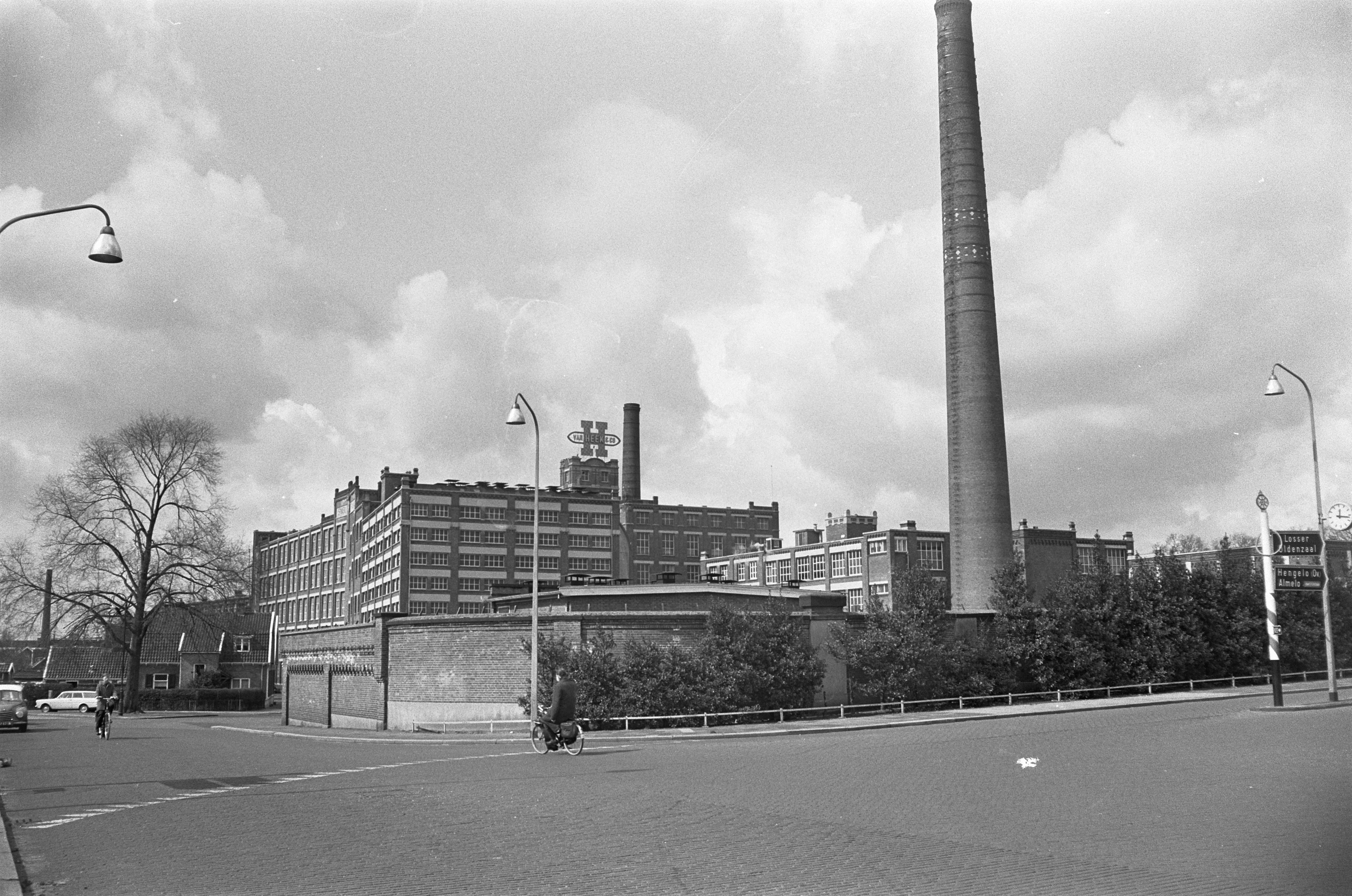
Van Heek in Enschede (1967)

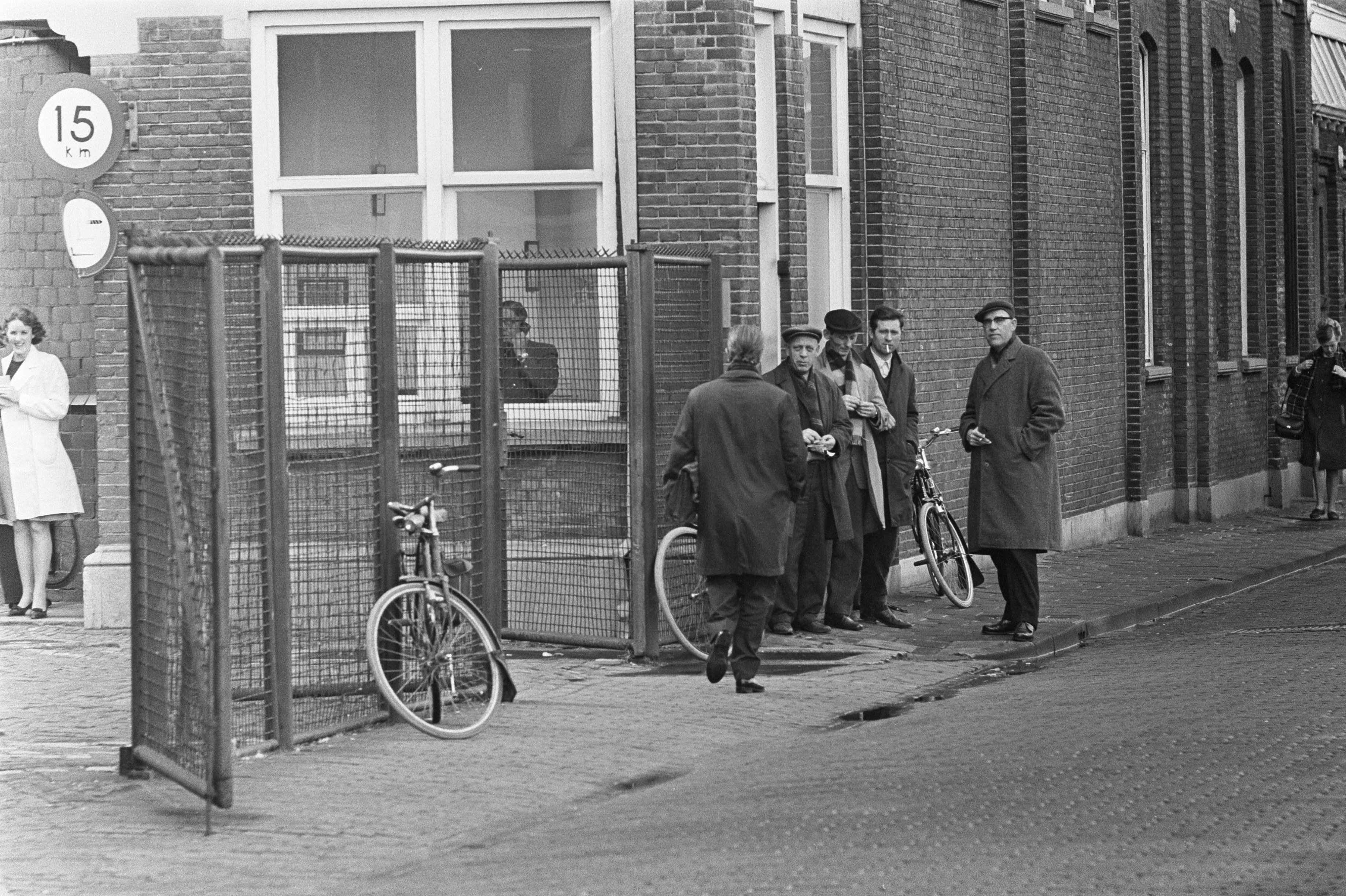
Van Heek in Enschede (1967)

Al voor de Tweede Wereldoorlog werd duidelijk dat de onderneming zich steeds meer ontwikkelde tot een maatschappelijke organisatie met rangen en standen, die welvaart schonk aan velen. De instandhouding van de organisatie werd op den duur belangrijker dan groei of winstgevendheid. Het bedrijf kon zich mede hierdoor niet staande houden op de snel veranderende wereldmarkt. 
In de jaren na de Tweede Wereldoorlog was er nog een economische opleving. In 1958 kreeg het bedrijf het predicaat Koninklijk en werd de naam officieel Van Heek & Co Koninklijke Textielfabrieken.

### Bedrijfssluiting
Economische omstandigheden werden steeds moeilijker en in de jaren '60 van de 20e eeuw kwam de textielindustrie in West-Europa onder zware druk te staan doordat de Aziatische markt wegviel, mede door de onafhankelijkheid van Indonesië. Daarnaast deden vooral vanuit Oost-Europa goedkope producten hun intrede. Uiteindelijk kwam het concern van Heek & Co , met op dat moment ruim 3450 werknemers, ondanks noodmaatregelen zoals werktijdverkorting (3000 werknemers werden in januari 1967 twee weken naar huis gestuurd) in financiële problemen. 

Ook de fusie met de dochterbedrijven Rigtersbleek en eerder o.a. met de bedrijven Nico ter Kuijle en Zonen NV, Jansen & Tilanus en Ten Hoopen zorgden niet voor verbetering. 
In 1967 volgde een reorganisatie met in eerste instantie massaontslagen bij de fabrieken van Ter Kuile in Neede, Rondweg, Noorderhagen en Rigtersbleek in Enschede. 
In april 1968 kwam uiteindelijk ook de sluiting van de twee confectieafdelingen (die in een nieuw bedrijf werden ondergebracht, Spantor Tricotage industrie). Eind 1968 werden uiteindelijk alle bedrijfsactiviteiten van het concern Van Heek & Co beëindigd.